# بطولة كندا المفتوحة للشطرنج
بطولة كندا المفتوحة للشطرنج هي مسابقة للعبة الشطرنج تُقام سنوياً (في منتصف الصيف عادةً) في كندا وهي مفتوحة لكل من يريد المشاركة من مبتدئين إلى محترفين. بدأت هذه البطولة عام 1956 وكانت تُقام كل سنيتن حتى عام 1973. وينظم هه البطولة الاتحاد الكندي للعبة.
أقيمت البطولة في تسعة من اصل العشر مقاطعات الكندية خلال ال 57 عاماً من تاريخها. وتتبع النظام السويسري بتسعة أو عشرة جولات تستغرق 9 أيام عادةً.